# ウズベキスタンのメディア
本項目では、ウズベキスタンにおけるメディアについて述べる。

## 概要
ウズベキスタンの政令によれば、2002年にはメディアに対する政府の検閲は公式にはなくなったことになっているが、独立したジャーナリズムに対する厳しい制限は継続されており、特に2005年に起きたアンディジャン事件の際には非常に厳しい取り締まりが行われた。メディアのライセンスの発行やその制度は国家放送委員会と機関間調整委員会の管轄下に有り、これらの委員会は独立系メディアの活動に圧力をかけ活動に影響力を及ぼしている。2006年の終わりに、ウズベキスタン政府は検閲を行う際の資格を満たしていないすべてのメディアに対し再登録を要求することによって、国家によるメディアコントロールを強化した。2005年時点で、国内には30～40の独立系のテレビ局と7つの独立系ラジオ局が放送を行なっているが、4つの国営テレビ局が市場を独占している。現在ウズベキスタン国内では生放送は実施されていない。
国内における新聞の読者数は50,000人に過ぎない。新聞市場は国が発行する新聞であるプラヴダ・ヴォストーカ (Pravda Vostoka - Правда Востока)、ハルク・スズィ (Xalq so'zi - Халқ Сўзи)、ナロドノーエ・スロヴォ (Narodnoe Slovo - Народное Слово) に支配されている。民間の新聞社で発行部数が多い新聞はノーヴォスティ・ウズベキスターナ (Novosti Uzbekistana)、ノヴィー・ヴェク (Noviy Vek -  Новый Век)、ノヴィー・デン (Noviy Den’ - новый день)、マヒヤート (Mohiyat - Моҳият)である。政府は新聞の配布と新聞の材料供給に関する制御を行なっている。2000年代初頭には、時に政府の政策や社会状況に対する批判を行った記事が掲載されたこともあり、ジャーナリストへの賄賂は日常茶飯事となっている。 
唯一の国営報道機関であるウズベキスタン通信社は国による検閲が行われている。フランス通信社 (AFP News)、アナトリア通信社 (トルコ)、AP通信 (アメリカ合衆国)、インテルファクス通信 (ロシア)、そしてロイター (イギリス) はウズベキスタン国内に支社を持つ外国のメディアである。政府はラジオ・フリー・ヨーロッパのタシュケント放送局を2005年に閉鎖に追い込んだ。2006年初めには、ウズベキスタン国内における外国報道機関の活動に対し、より厳しい制限をかける内容を盛り込んだ新しいメディア法が制定された。
2013年時点において、国内から発信される情報は政府により厳しい制限が敷かれているが、少数の独立系メディアはウズベキスタン国内から情報を発信し続けている。Uznews.netというニュースサイトは2006年から活動しており、ウズベキスタン国内において日々の出来事を報道するための在野の報道ネットワークを持っている数少ない報道機関である。
ウズベキスタンにおいて報道は仕事をこなしただけで投獄と隣合わせになるような危険な職業である。ウズベキスタンは中央アジア地域において最もジャーナリストの投獄が多い国であり、ウズベキスタンでは現在11人のジャーナリストが逮捕、収監されている。